# Demecser
Demecser  este un oraș în districtul Kemecse, județul Szabolcs-Szatmár-Bereg, Ungaria, având o populație de 4.373 de locuitori (2011). 

## Demografie
Componența etnică a orașului Demecser
     Maghiari (89,06%)
     Romi (10,43%)
     Necunoscut (0,12%)
     Alții (0,4%)
Componența confesională a orașului Demecser
     Romano-catolici (35,6%)
     Reformați (22,82%)
     Greco-catolici (8,9%)
     Fără religie (3,64%)
     Necunoscută (28,7%)
     Alte religii (4,55%)
Conform recensământului din 2011, orașul Demecser avea 4.373 de locuitori. Din punct de vedere etnic, majoritatea locuitorilor (89,06%) erau maghiari, cu o minoritate de romi (10,43%). Apartenența etnică nu este cunoscută în cazul a 0,12% din locuitori. Nu există o religie majoritară, locuitorii fiind romano-catolici (35,6%), reformați (22,82%), greco-catolici (8,9%) și persoane fără religie (3,64%). Pentru 28,7% din locuitori nu este cunoscută apartenența confesională.